# Rancho Nuevo, Ahuacatlán
Rancho Nuevo är en ort i Mexiko.   Den ligger i kommunen Ahuacatlán och delstaten Puebla, i den sydöstra delen av landet, 140 km öster om huvudstaden Mexico City. Rancho Nuevo ligger 1 728 meter över havet och antalet invånare är 110.
Terrängen runt Rancho Nuevo är huvudsakligen kuperad, men söderut är den bergig. Runt Rancho Nuevo är det ganska tätbefolkat, med 160 invånare per kvadratkilometer. Närmaste större samhälle är Zacatlán, 9,9 km sydväst om Rancho Nuevo. I omgivningarna runt Rancho Nuevo växer i huvudsak blandskog.